# Seattleské muzeum asijského umění
Seattleské muzeum asijského umění (anglicky Seattle Asian Art Museum; SAAM) je muzeum umění nacházející se v americkém městě Seattle. Organizačně jde o součást Seattleského uměleckého muzea.

## Historie
Samotná budova byla postavena ve stylu art deco roku 1933 podle návrhu architekta Carla F. Goulda. Prvotně v ní sídlilo Seattleské muzeum umění, to však své hlavní sbírky v roce 1991 přemístilo do nově postavené budovy ve čtvrti Downtown. Původní budova zůstala zavřená, než byla 13. srpna 1994 znovuotevřena jako Seattleské muzeum asijského umění.

## Exponáty
(výběr)

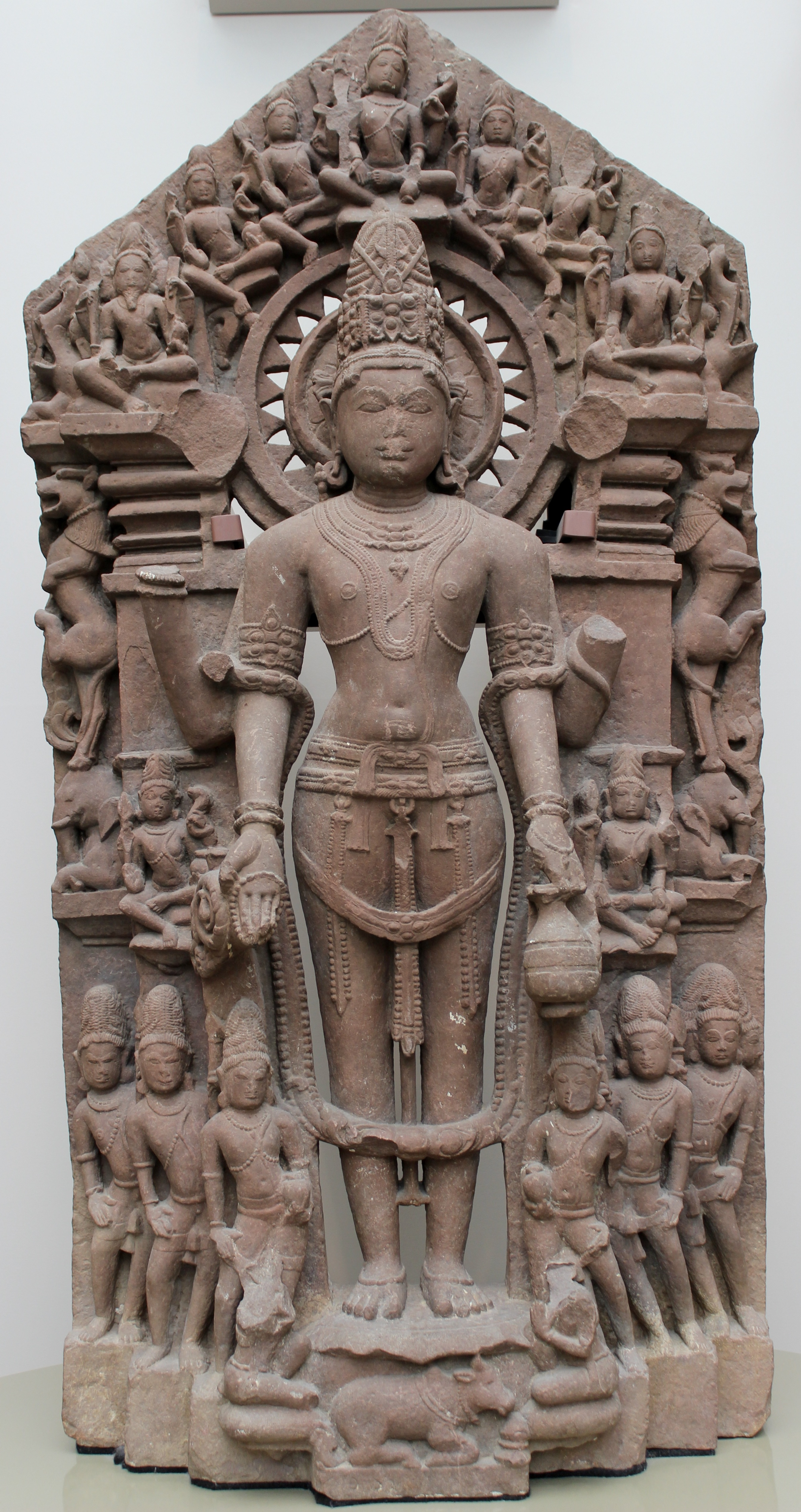
Šiva s doprovodem, 11.–12. století, Indie
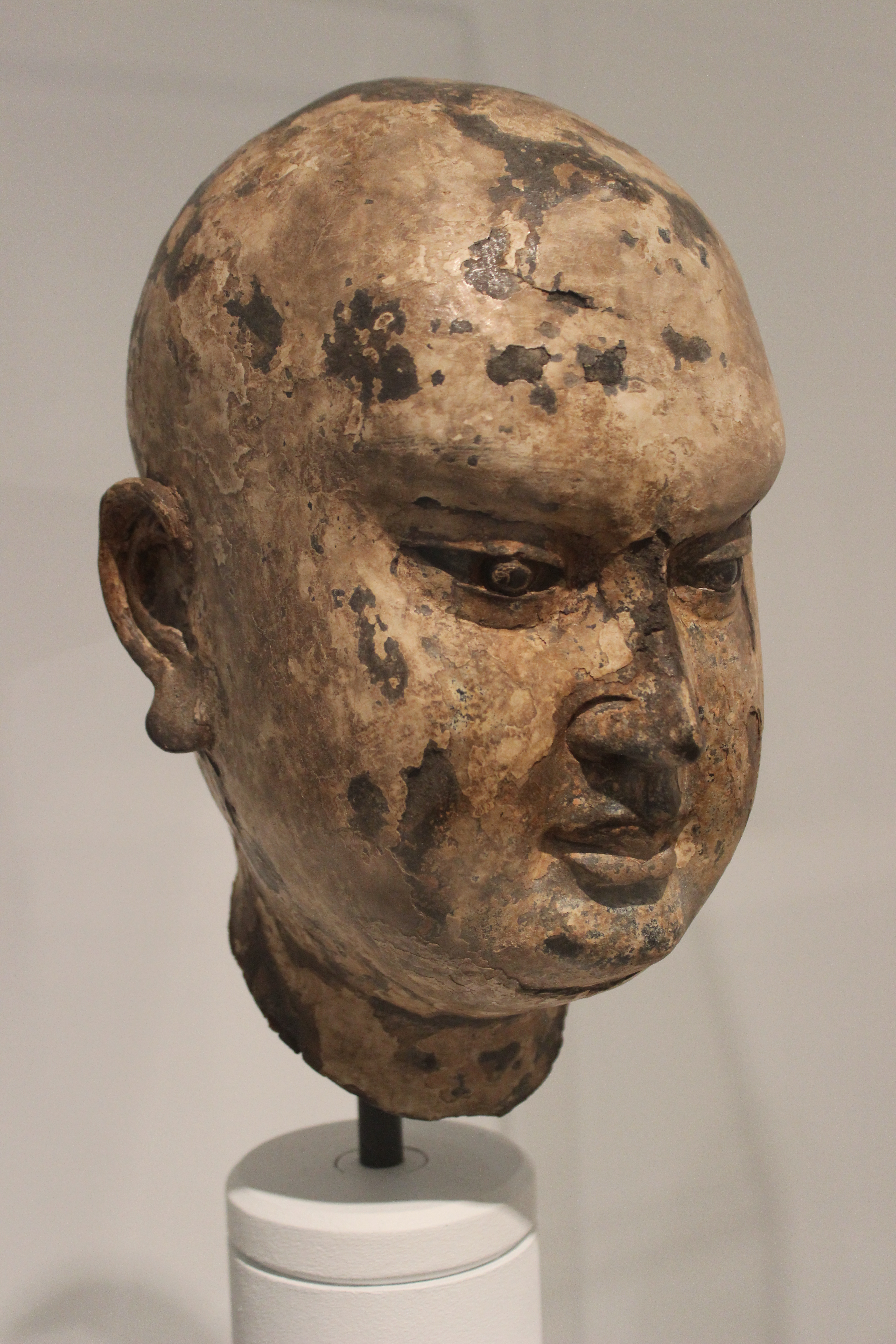
Hlava Lohana, 10.–12. století, Čína
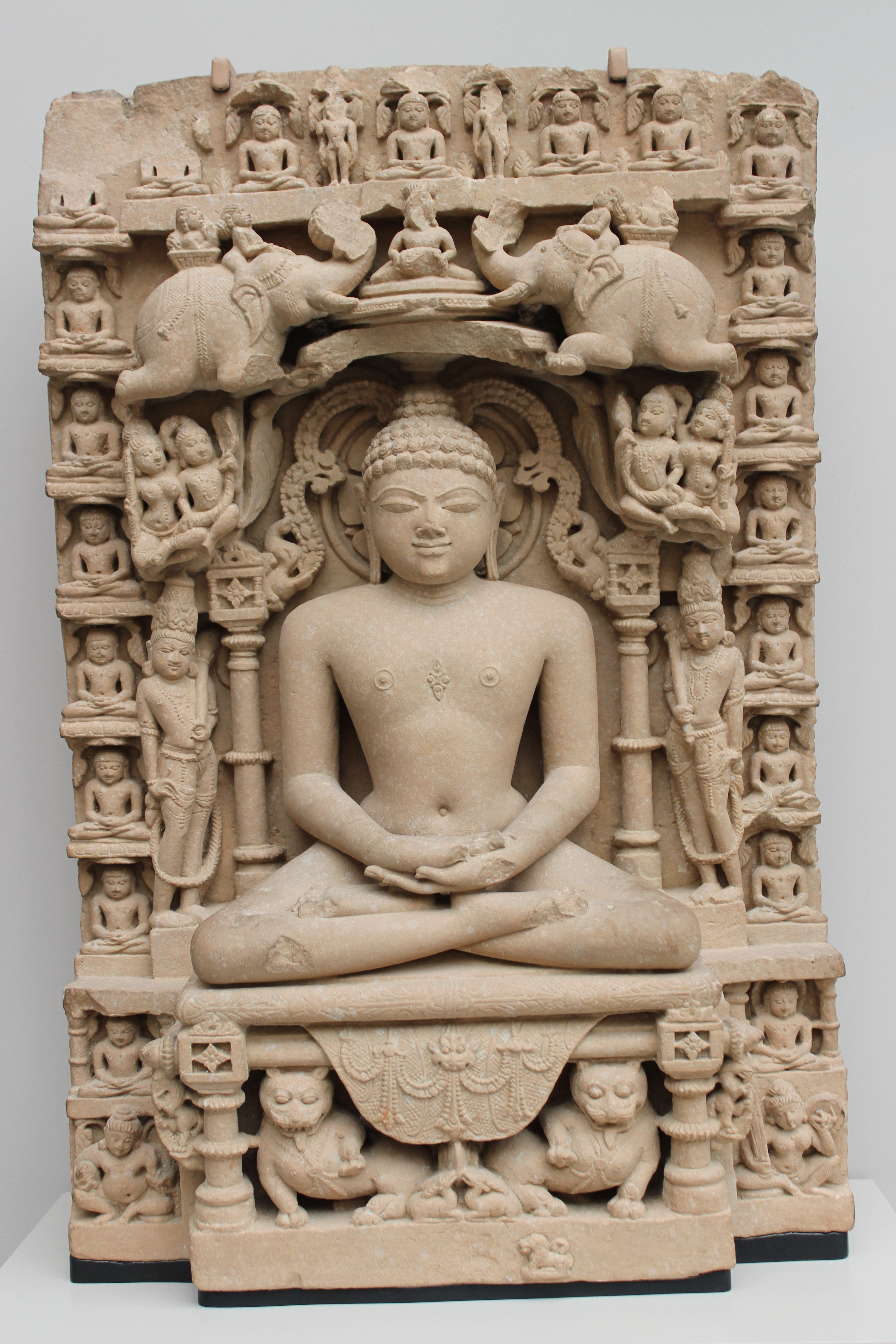
Mahavira a Tirthankaras, cca 11. století, Indie
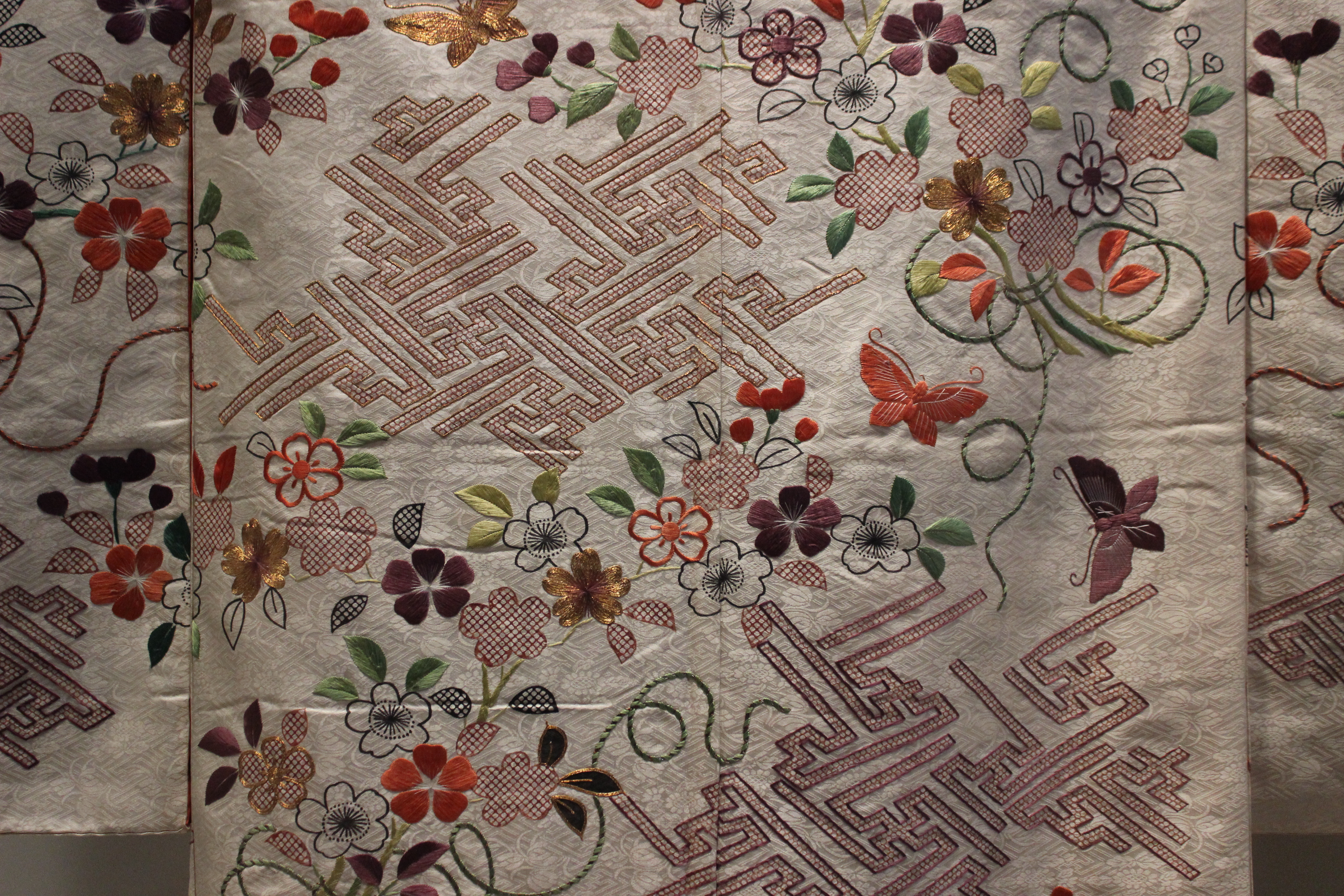
Kimono (Furisode), cca 1800, Japonsko
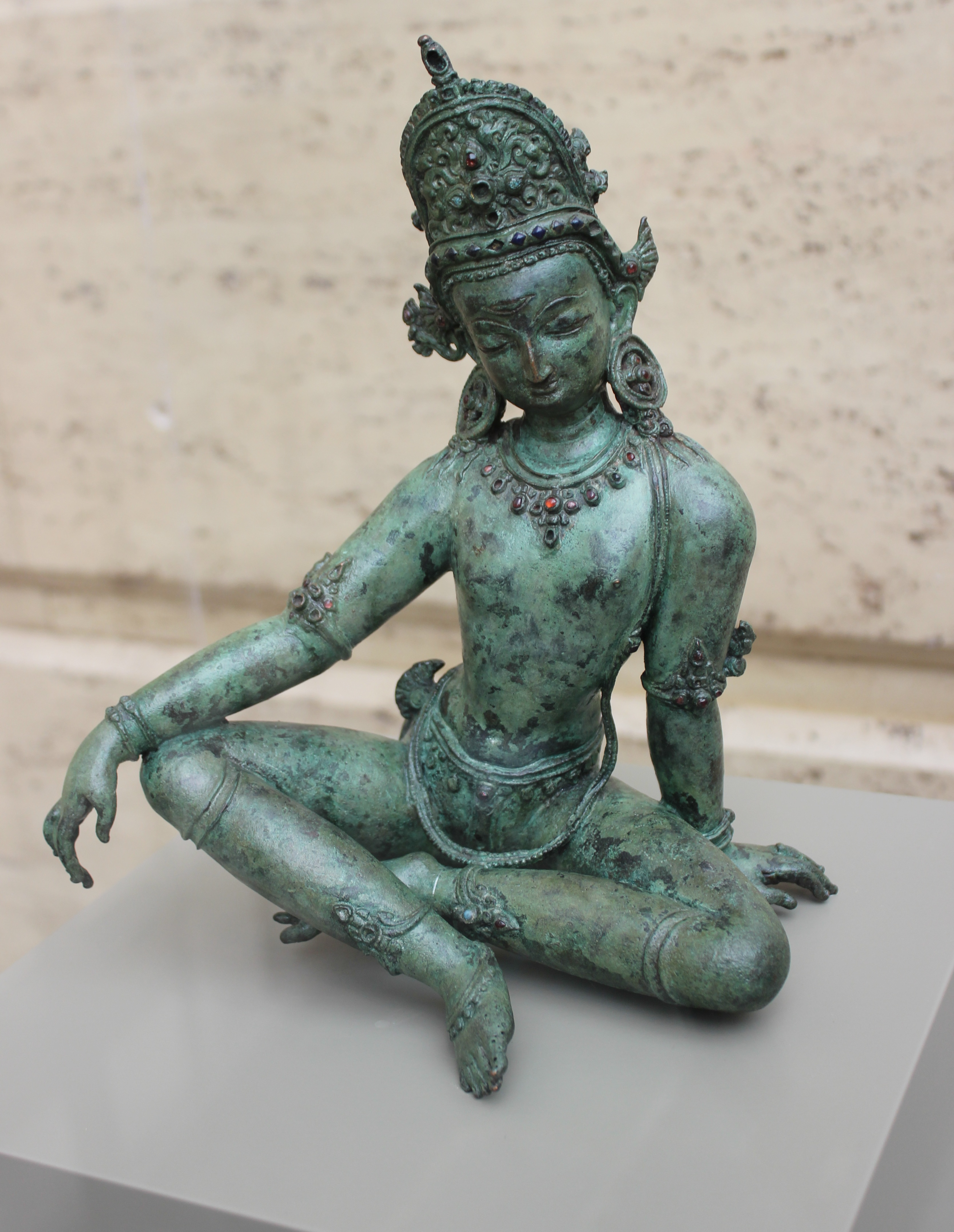
Sedící Indra, 13. století, Nepál
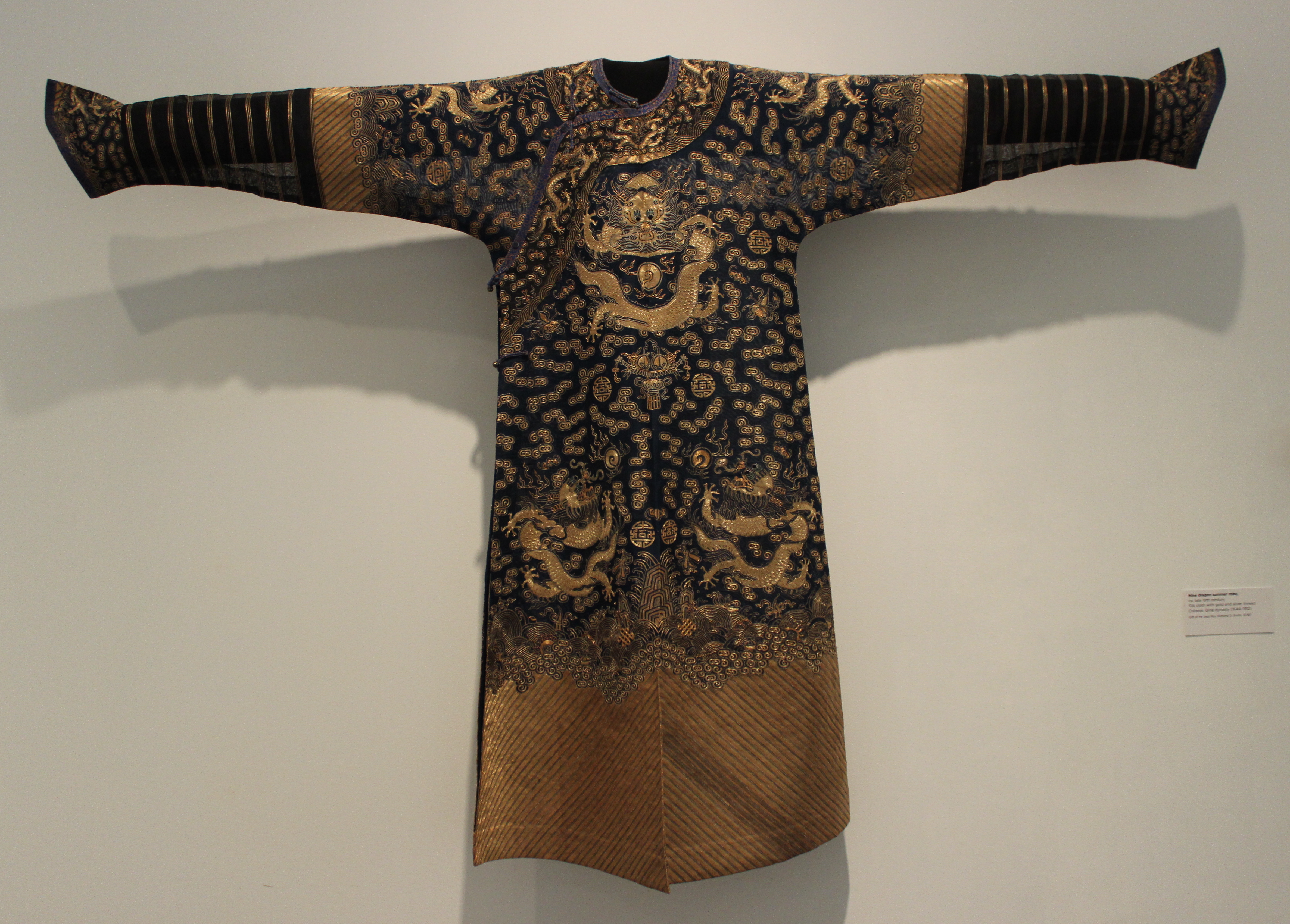
Letní oděv Devíti draků, cca 1880–1900, Čína